# 대구미래대학교
대구미래대학교(大邱未來大學校, Daegu Future College)는 1980년에 설립된 대한민국 경상북도 경산시에 위치한 사립 전문대학이었다. 학교법인 애광학원에 소속되어 있다. 2018년 2월, 재정 문제로 인해 학생 모집과 경영난에 어려움을 겪게 되면서 자진 폐교하였다. 2018년 2월 28일 자로 38년 만에 폐교됐다.

## 연혁
- 1980년 12월 11일 : 대일실업전문대학 설립
- 1981년 3월 10일 : 개교
- 1983년 9월 16일 : 경북실업전문대학으로 교명 변경
- 1984년 6월 20일 : 부설 전자계산소 개소
- 1985년 11월 15일 : 양지관 준공 (지상3층 연건평 3,893㎡)
- 1986년 3월 5일 : 여자기숙사 경애학사 개관 (계양아파트 10세대)
- 1986년 12월 3일 : 중앙도서관 준공 (지상3층, 지하1층, 연건평 4,103㎡)
- 1989년 8월 30일 : 자동차과 실습관 준공 (1차 실습실 지상 1층 연건평 1,123㎡)
- 1992년 12월 7일 : 공학관 준공 (연건평 5,193㎡)
- 1996년 2월 22일 : 학생복지관 준공
- 1997년 9월 5일 : 본관 준공(연면적 4,432㎡)
- 1998년 5월 1일 : 대구미래대학으로 교명 변경
- 1998년 5월 6일 : 산소 스포츠센터 개관
- 1998년 8월 3일 : 팔각정 준공 (연면적 79㎡)
- 2003년 9월 3일 : 정보통신관 준공 (연면적 4,351㎡)
- 2004년 2월 6일 : 산학협력관(창업보육센터) 준공 (연면적 1,014㎡)
- 2004년 2월 28일 : 자동차 실습관 리모델링 완료
- 2004년 3월 15일 : 산학협력단 설립
- 2004년 11월 19일 : 웰빙센터 완공
- 2012년 2월 8일 : 창파재활승마스포츠연구소 개소
- 2012년 5월 4일 : 대구미래대학교로 교명 변경
- 2012년 : 교육과학기술부 선정 정부재정지원제한대학[1]
- 2013년 : 교육부 선정 정부재정지원제한대학[2]
- 2014년 : 교육부 선정 정부재정지원제한대학 및 경영부실대학[3]
- 2015년 : 교육부 대학구조개혁평가 결과 E등급[4]
- 2016년 : 교육부 대학구조개혁평가 결과 E등급[5]
- 2017년 : 교육부 대학구조개혁평가 2차년도 이행점검 결과 재정지원 전면 제한[6]
- 2018년 1월 24일 : 대구미래대학교 폐지 인가[7]
- 2018년 2월 28일 : 폐교[7]

## 캠퍼스 풍경

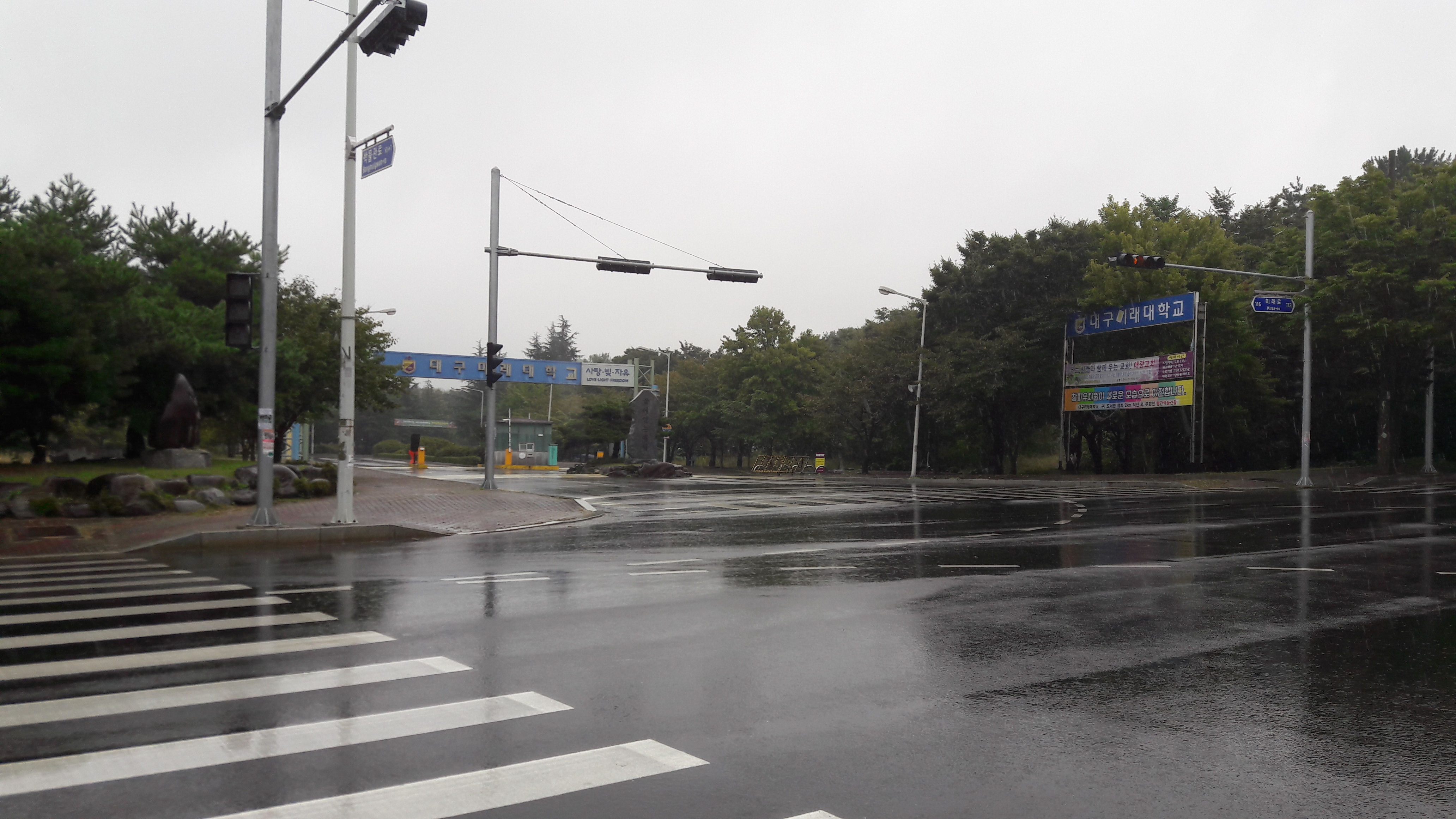
정문 (2017년)
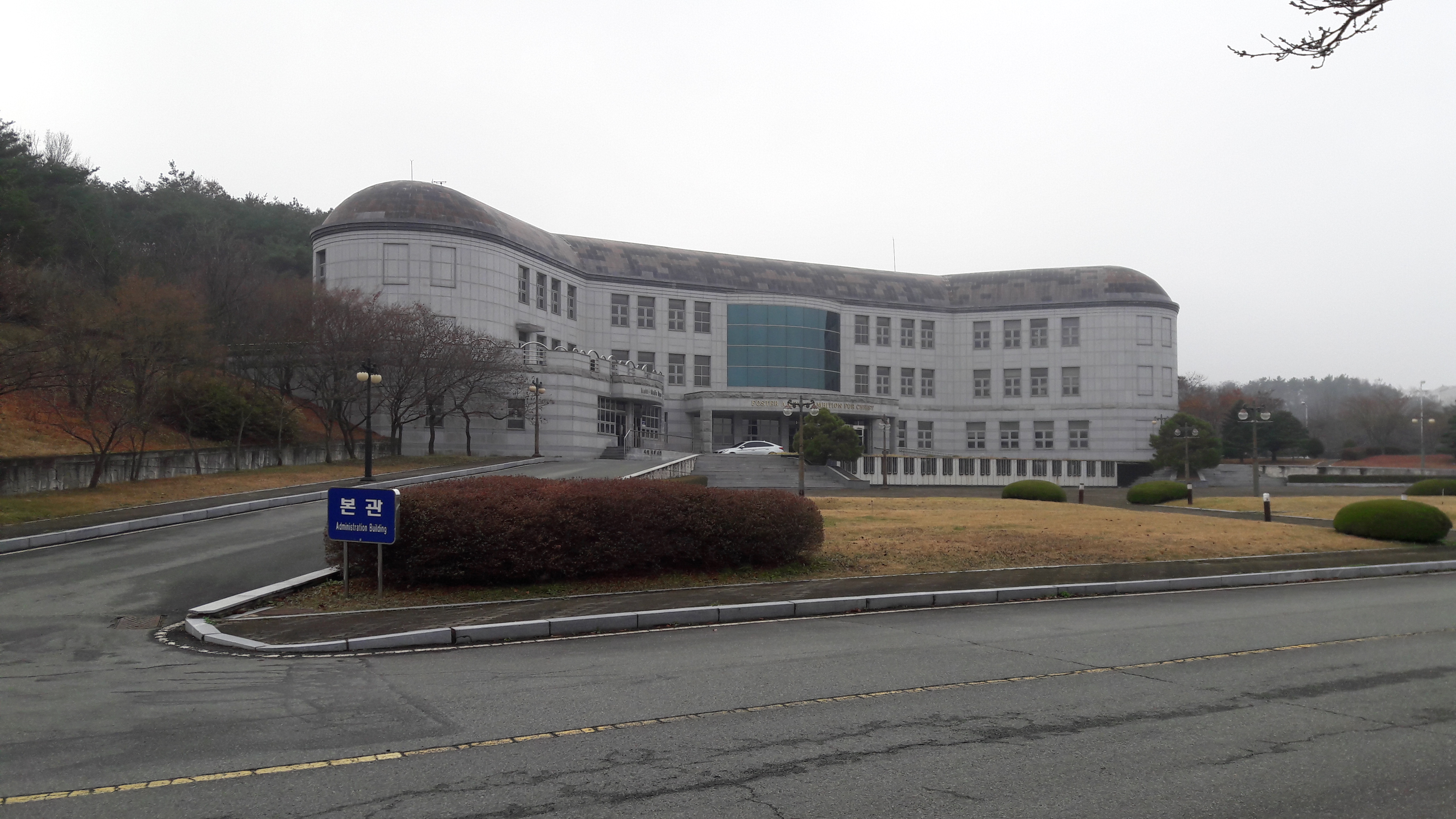
본관 (2016년)
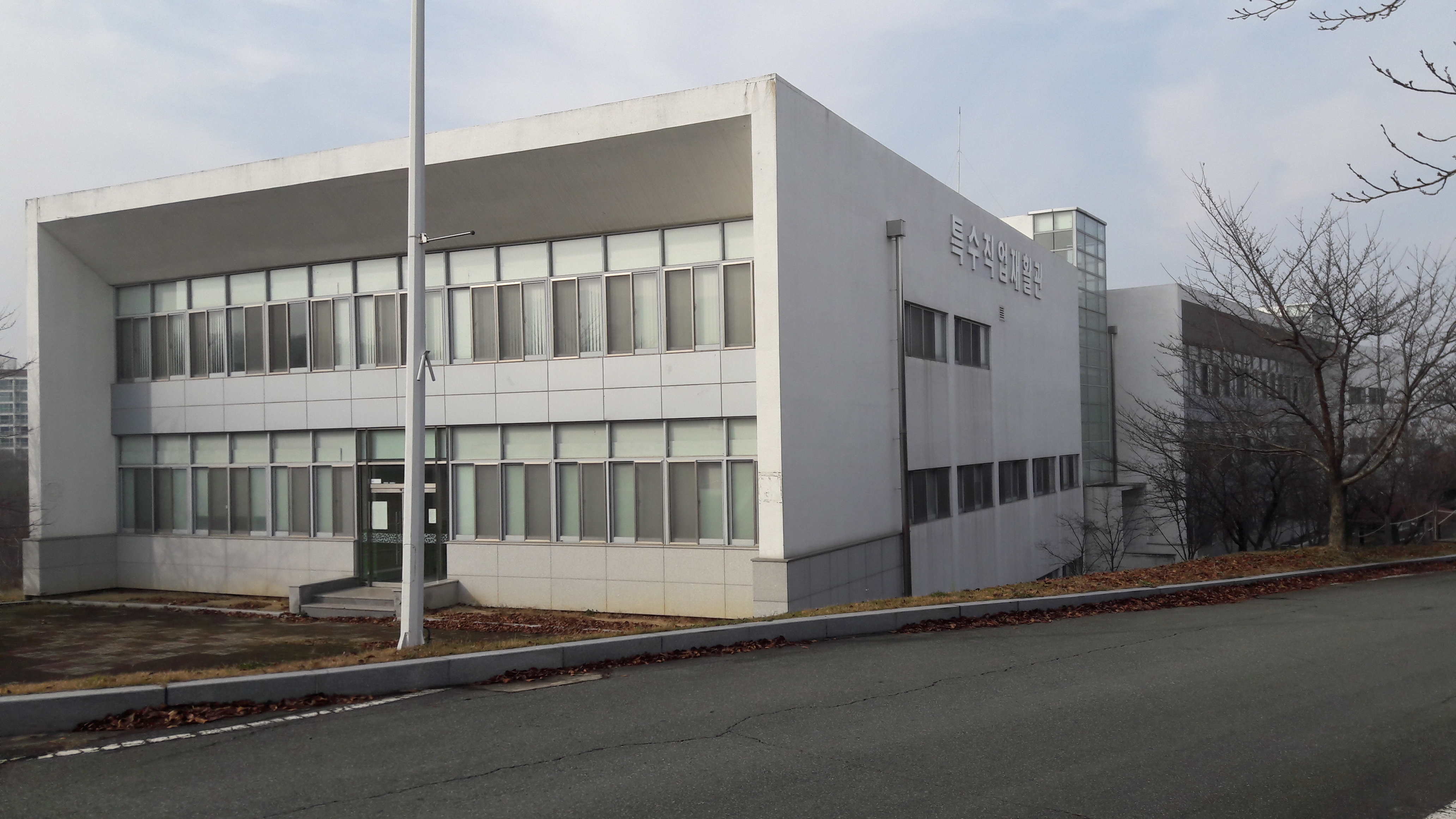
특수직업재활관 (2016년)
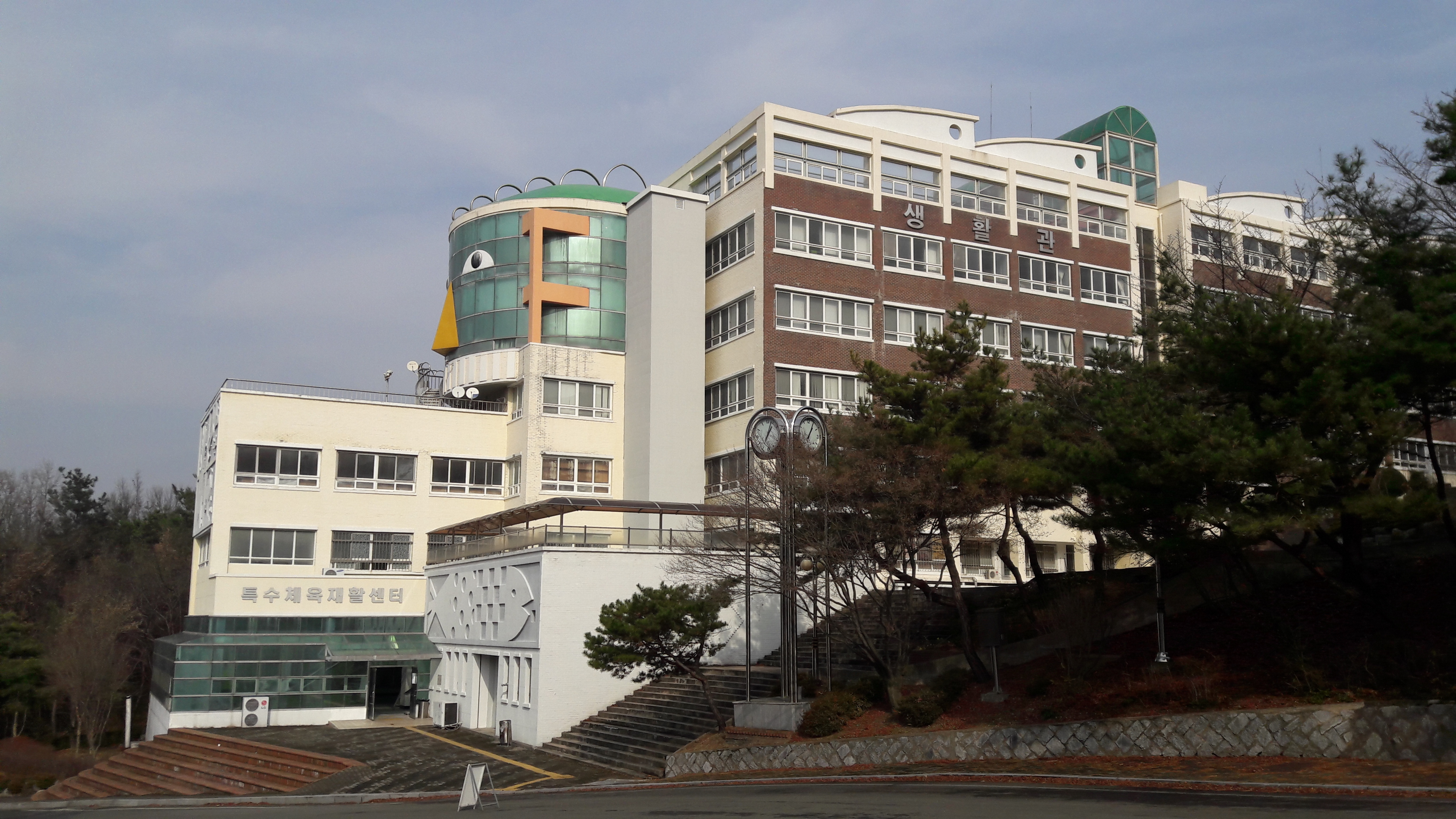
생활관 (2016년)
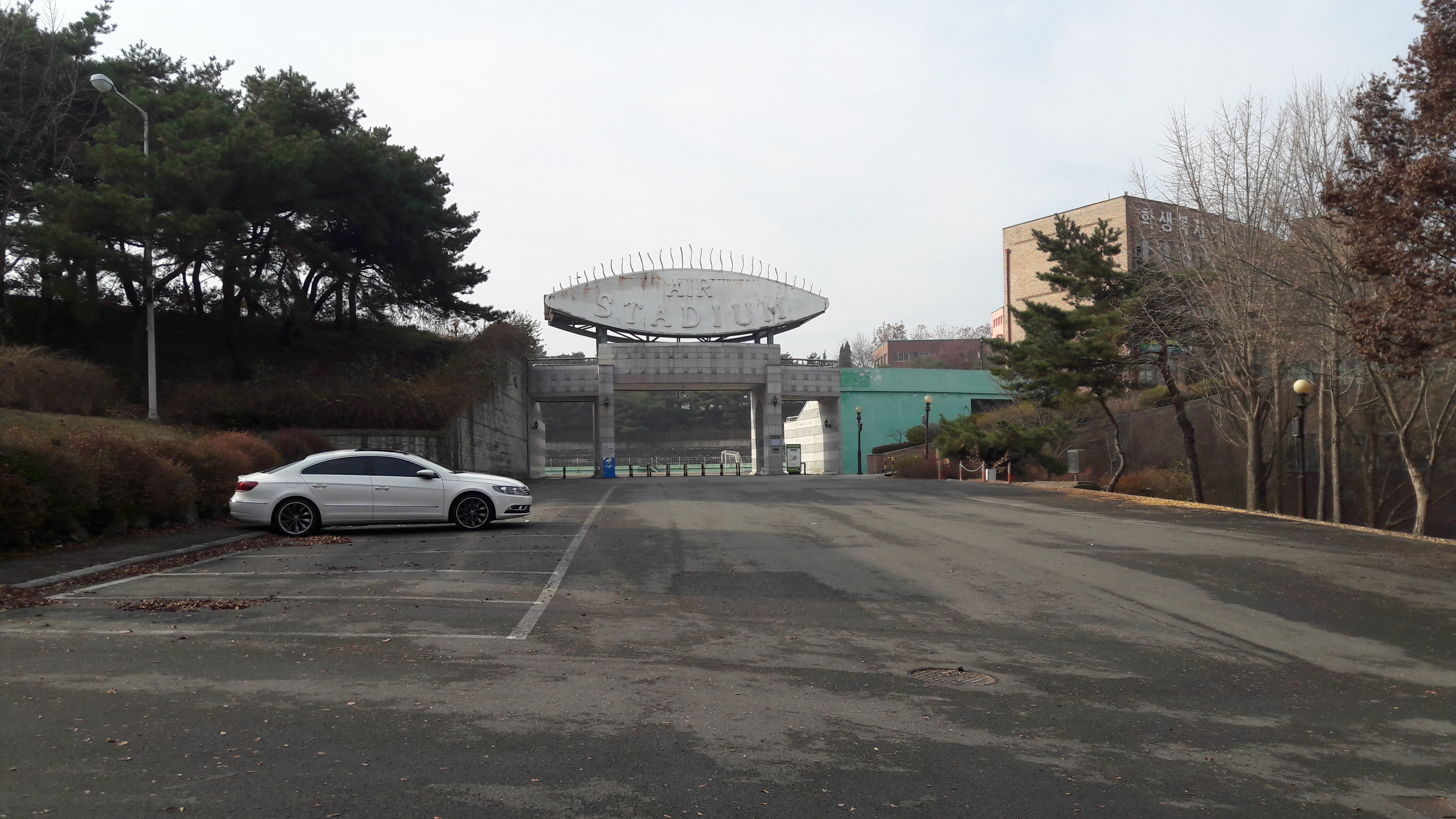
대운동장 (2016년)
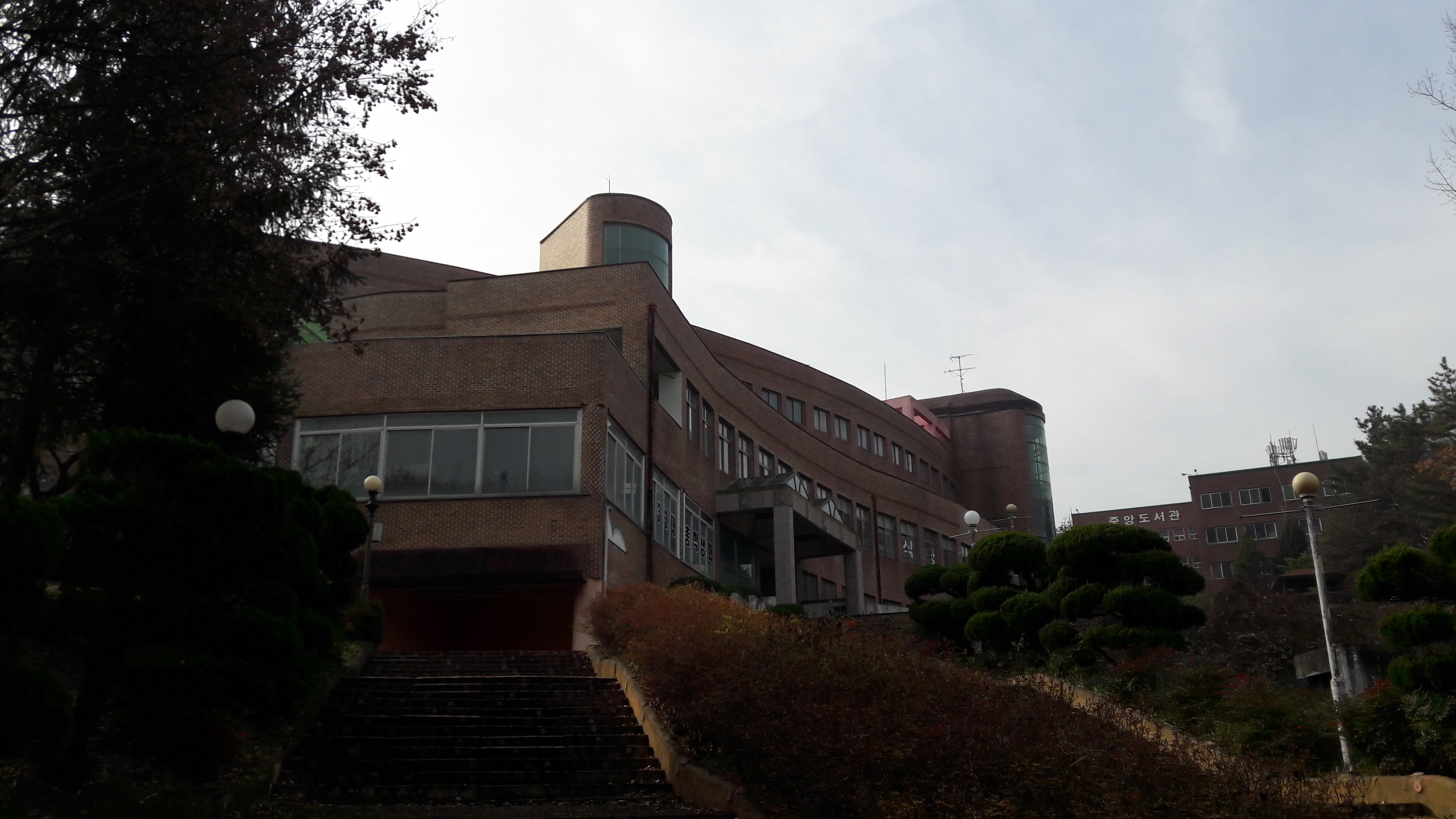
복지관 (2016년)
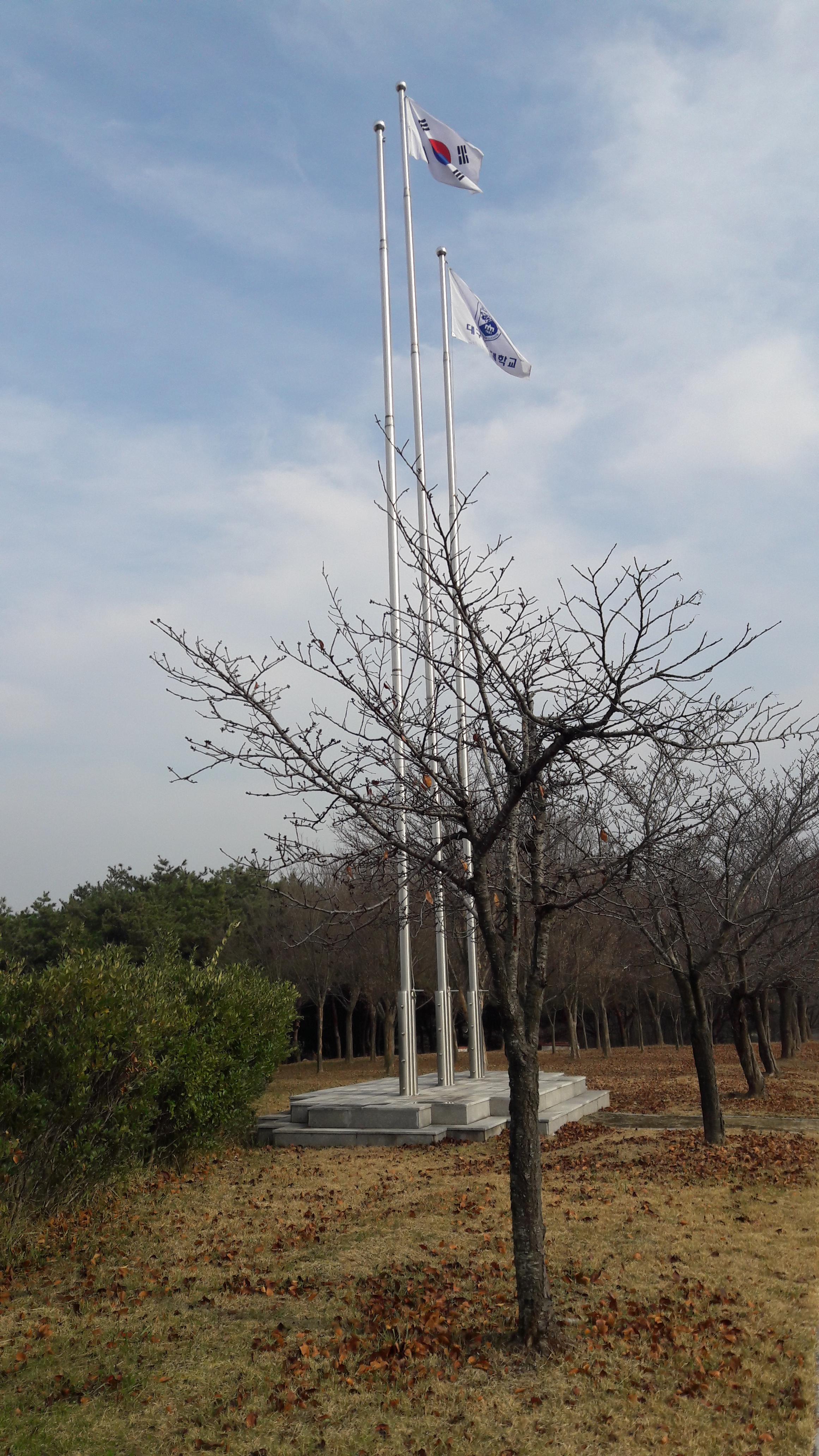
국기대 (2016년)
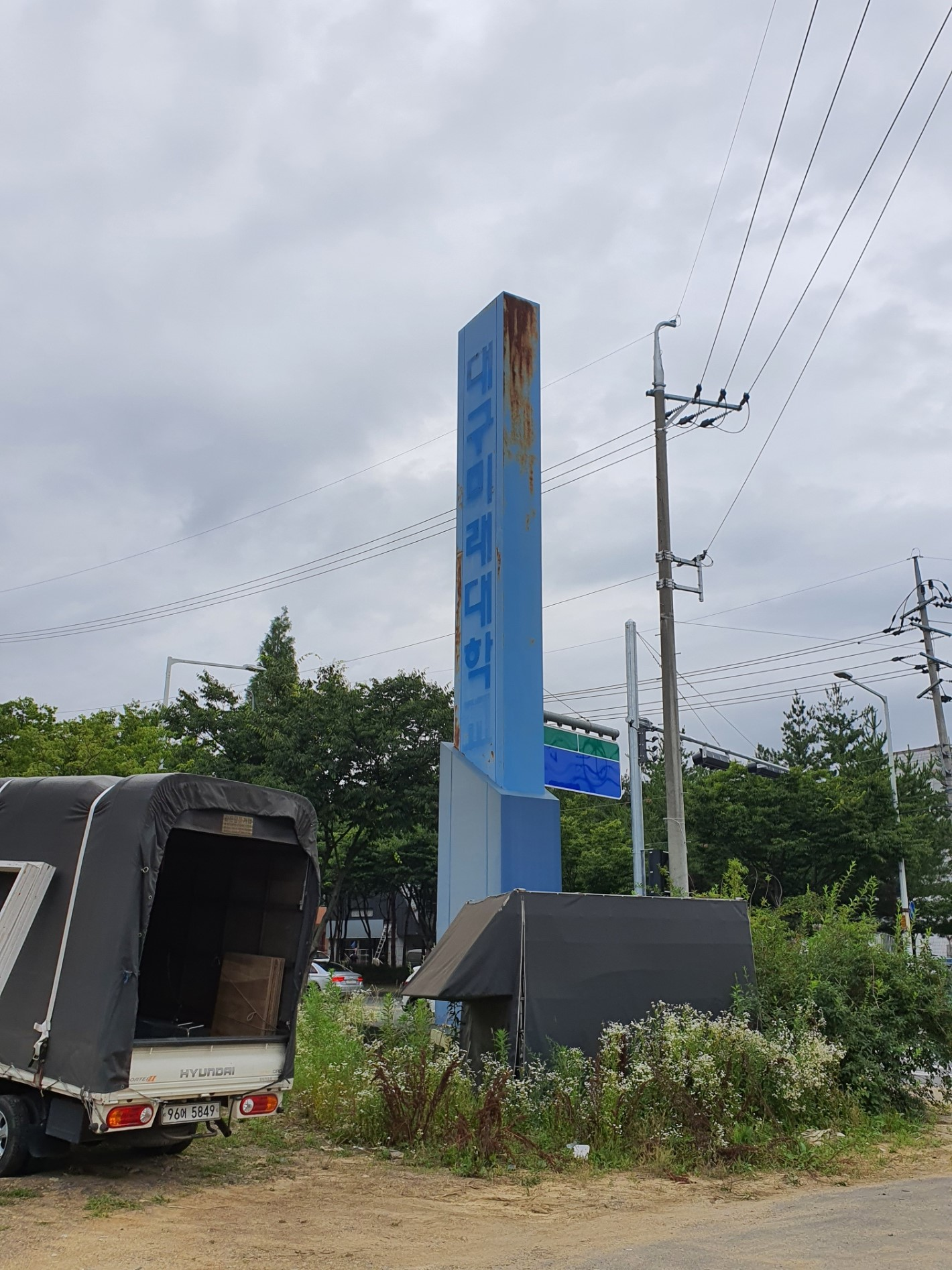